# Dores do Indaiá
Dores do Indaiá là một đô thị thuộc bang Minas Gerais, Brasil. Đô thị này có diện tích 1110,641 km², dân số năm 2007 là 13996 người, mật độ 13,3 người/km².